# Advokatrörelsen
Advokatrörelsen (Adliya Bachao Tehreek) är en pakistansk rörelse för rättssäkerhet. Den uppstod ur de protester som uppstod efter 9 mars 2007 då advokater protesterade mot beslutet av dåvarande presidenten i Pakistan Pervez Musharraf att sparka Iftikhar Muhammad Chaudhry som justitieråd. Advokater och domare såg det beslutet som ett angrepp på domstolarnas frihet.
Prominenta medlemmar i rörelsen var Munir A. Malik, Aitzaz Ahsan och Ali Ahmad Kurd. Rörelsen hade inledningsvis en framgång när de 20 juli 2007 lyckades få Iftikhar Muhammad Chaudhry återinsatt. Men presidenten införde ett undantagstillstånd och avskedade åter Iftikhar Muhammad, nu tillsammans med flera andra. Efter nyval förväntade sig rörelsen att han skulle återinsättas, vilket till en början tycktes troligt. Men det drog ut på tiden och först i mars 2009 blev han återinsatt av dåvarande premiärministern Yousaf Raza Gilani. Iftikhar Muhammad Chaudhry var dock inte alltför tacksam, då han ogiltigförklarade Gilanis kandidatur till parlamentet retroaktivt.
Pakistan Tehreek-e-Insaf (PTI) Pakistans rättsrörelse, Jamaat-e-Islami Islamiska partiet, Pakistanska muslimska förbundet (PMLN), Pakhtun-khwa Milli Awami Party Pashtunska sociala och demokratiska parti, Awami National Party Nationella folkpartiet och Pakistans folkparti (PPP) har tidvis stöttat rörelsen.